# Nm (Unix)
Pour les articles homonymes, voir NM.
nm est un utilitaire Unix servant à examiner les fichiers binaires.
Il fait partie des outils GNU Binutils.

## Exemple
Code source :
```
/*

 * File name: test.c

 * For C code compile with: 

 * gcc -c test.c

 *

 * For C++ code compile with:

 * g++ -c test.cpp

 */

int
 
global_var
;

int
 
global_var_init
 
=
 
26
;

static
 
int
 
static_var
;

static
 
int
 
static_var_init
 
=
 
25
;

static
 
int
 
static_function
()

{

	
return
 
0
;

}

int
 
global_function
(
int
 
p
)

{

	
static
 
int
 
local_static_var
;

	
static
 
int
 
local_static_var_init
=
5
;

	
local_static_var
 
=
 
p
;

	
return
 
local_static_var_init
 
+
 
local_static_var
;

}

int
 
global_function2
()

{

	
int
 
x
;

	
int
 
y
;

	
return
 
x
+
y
;

}

#ifdef __cplusplus

extern
 
"C"

#endif

void
 
non_mangled_function
()

{

	
// I do nothing

}

int
 
main
(
void
)

{

	
global_var
 
=
 
1
;

	
static_var
 
=
 
2
;

	
return
 
0
;

}

```

Si le code est compilé avec le compilateur C gcc, la sortie de la commande nm est :
```
# nm test.o

0000000a
 
T
 
global_function

00000025
 
T
 
global_function2

00000004
 
C
 
global_var

00000000
 
D
 
global_var_init

00000004
 
b
 
local_static_var.1255

00000008
 
d
 
local_static_var_init.1256
0000003b
 
T
 
main

00000036
 
T
 
non_mangled_function

00000000
 
t
 
static_function

00000000
 
b
 
static_var

00000004
 
d
 
static_var_init

```

Si le compilateur C++ est utilisé, la sortie change :
```
# nm test.o

0000000a
 
T
 
_Z15global_functioni

00000025
 
T
 
_Z16global_function2v

00000004
 
b
 
_ZL10static_var

00000000
 
t
 
_ZL15static_functionv

00000004
 
d
 
_ZL15static_var_init

00000008
 
b
 
_ZZ15global_functioniE16local_static_var

00000008
 
d
 
_ZZ15global_functioniE21local_static_var_init

         
U
 
__gxx_personality_v0

00000000
 
B
 
global_var

00000000
 
D
 
global_var_init
0000003b
 
T
 
main

00000036
 
T
 
non_mangled_function

```

La première colonne représente les valeurs des symboles, la seconde leurs types, et la troisième leurs noms.
On peut également voir les fonctions que contient un fichier binaire.